# Distretto di Aarau
Il distretto di Aarau è un distretto del Canton Argovia, in Svizzera. Confina con i distretti di Laufenburg a nord, di Brugg e di Lenzburg a est, di Kulm e di Zofingen a sud e con il Canton Soletta (distretti di Olten e di Gösgen) a ovest. Il capoluogo è Aarau.

## Comuni
Amministrativamente è diviso in 12 comuni:
- Aarau
- Biberstein
- Buchs
- Densbüren
- Erlinsbach
- Gränichen
- Hirschthal
- Küttigen
- Muhen
- Oberentfelden
- Suhr
- Unterentfelden

### Divisioni
- 1810: Suhr → Buchs, Rohr, Suhr

### Fusioni
- 2010: Aarau, Rohr →  Aarau